# Stanislava Hrozenská
Stanislava Hrozenská (* 17. Juni 1982 in Nitra, Tschechoslowakei) ist eine ehemalige slowakische Tennisspielerin.

## Karriere
Hrozenská gewann während ihrer Karriere sieben Doppeltitel des ITF Women’s Circuits. Auf der WTA Tour sah man sie erstmals im Hauptfeld bei den Eurotel Slovak Indoors 1999, mit Andrea Šebová im Doppel.
Sie spielte 2005 für die slowakische Fed-Cup-Mannschaft ein Match im Doppel, das sie verlor.
Außerdem spielte sie 2004 für den TC Großhesselohe und 2005 für den MTTC Iphitos in der 2. Tennis-Bundesliga. 2006 wechselte sie zum THC VfL Bochum 1848, mit dem sie in die 1. Liga aufstieg und auch im Folgejahr für den Verein in der 1. Tennis-Bundesliga spielte. Beim TC Moers 08 war sie dann 2008, 2009 und 2014.

## Turniersiege

### Einzel
| Nr. | Datum            | Turnier    | Kategorie   | Belag     | Finalgegnerin        | Ergebnis        |
| --- | ---------------- | ---------- | ----------- | --------- | -------------------- | --------------- |
| 1.  | 22. August 1999  | Maribor    | ITF $10.000 | Sand      | Mervana Jugić-Salkić | 4:6, 6:4, 6:2   |
| 2.  | 1. August 2004   | Pétange    | ITF $25.000 | Sand      | Chanelle Scheepers   | 6:710, 6:1, 6:4 |
| 3.  | 25. Februar 2007 | Clearwater | ITF $25.000 | Hartplatz | Madison Brengle      | 6:4, 6:3        |

### Doppel
| Nr. | Datum            | Turnier       | Kategorie   | Belag             | Partnerin             | Finalgegnerinnen                                 | Ergebnis       |
| --- | ---------------- | ------------- | ----------- | ----------------- | --------------------- | ------------------------------------------------ | -------------- |
| 1.  | 19. Juni 1999    | Posen         | ITF $10.000 | Sand              | Katarína Bašternáková | Eva Fislová Gabriela Voleková                    | 6:3, 7:5       |
| 2.  | 9. Oktober 1999  | Vila do Conde | ITF $10.000 | Hartplatz         | Ľubomíra Kurhajcová   | Danica Kováčová Carlota Santos                   | 6:1, 6:2       |
| 3.  | 12. Mai 2001     | Prešov        | ITF $10.000 | Sand              | Eva Fislová           | Barbora Machovská Kristýna Pešatová              | kampflos       |
| 4.  | 3. August 2002   | Saint-Gaudens | ITF $50.000 | Sand              | Ľudmila Cervanová     | Sarah Stone Samantha Stosur                      | 7:65, 6:4      |
| 5.  | 22. März 2003    | Castellón     | ITF $25.000 | Sand              | Ľudmila Cervanová     | Rosa María Andrés Rodríguez Mariam Ramón Climent | 4:6, 6:3, 6:0  |
| 6.  | 21. Februar 2004 | Columbus      | ITF $25.000 | Hartplatz (Halle) | Lenka Němečková       | Leanne Baker Francesca Lubiani                   | 7:63, 4:6, 6:3 |
| 7.  | 31. Juli 2004    | Pétange       | ITF $25.000 | Sand              | Eva Fislová           | Evie Dominikovic Gjulnara Fattachetdinowa        | 6:4, 6:3       |
| 8.  | 7. August 2004   | Hechingen     | ITF $25.000 | Sand              | Eva Fislová           | Erica Krauth Jasmin Wöhr                         | 3:6, 6:3, 6:3  |
| 9.  | 15. Oktober 2005 | Jersey        | ITF $25.000 | Hartplatz (Halle) | Veronika Chvojková    | Kelly Liggan Nadseja Astrouskaja                 | 4:6, 6:2, 7:5  |
| 10. | 12. August 2006  | Hechingen     | ITF $25.000 | Sand              | Eva Fislová           | Chrystyna Antonijtschuk Raluca Olaru             | 6:3, 6:73, 6:3 |
| 11. | 19. August 2006  | Bratislava    | ITF $10.000 | Sand              | Eva Fislová           | Diana Enache Maren Kassens                       | 6:2, 6:2       |

## Abschneiden bei Grand-Slam-Turnieren

### Einzel
| Turnier         | 2003 | Karriere |
| --------------- | ---- | -------- |
| Australian Open | 1    | 1        |
| French Open     | —    | —        |
| Wimbledon       | 1    | 1        |
| US Open         | —    | —        |